# Silberling
Silberling är en typ av personvagn till regionaltåg från DB. Mellan 1958 och 1981 tillverkades mer än 5,000 vagnar. 

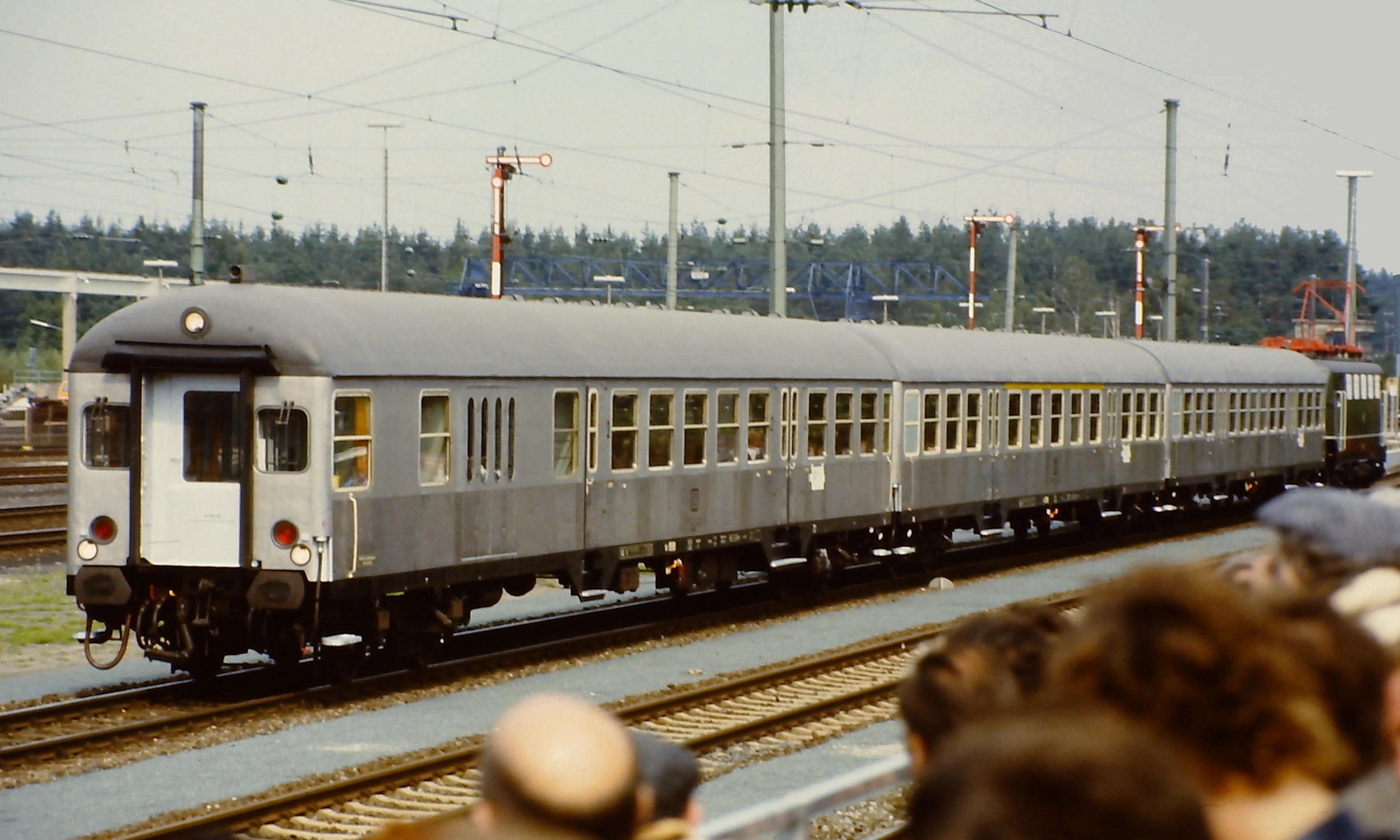
n-Wagen vid 150-årsjubileet av tyska järnvägarna, 1985.

## Namnets ursprung
Vagnstypen heter n-Wagen, men kallas i folkmun för Silberling då vagnarna är i rostfritt stål. Silberling är ett silvermynt känt från bibeln, de 30 silvermynt Judas erhöll för sitt förräderi (Matteus 26,14). 

## Typer av Silberling
| Typ        | Produktionsår | Antal | Information                                                | Bild |
| ---------- | ------------- | ----- | ---------------------------------------------------------- | ---- |
| ABn 703    | 1959 – 66     | 798   |                                                            |      |
| ABnr 704   | 1965 – 67     | 34    |                                                            |      |
| ABnrz 704  | 1968 – 77     | 380   |                                                            |      |
| ABnrz 708  | 1977          | 1     | Karlsruher Versuchszug                                     |      |
| Bn 719     | 1969 – 76     | 1070  |                                                            |      |
| Bn 720     | 1959 – 63     | 1019  |                                                            |      |
| Bnz 723    | 1965/66       | 30    |                                                            |      |
| Bnrz 723   | 1966          | 40    |                                                            |      |
| Bnrz 724   | 1969/70       | 180   | Fältsjukhusvagn, brant tak                                 |      |
| Bnrz 724.1 | 1989/90       | 18    | Ombyggda från Bnrz 725                                     |      |
| Bnr 725    | 1966 – 68     | 190   |                                                            |      |
| Bnrz 725   | 1967 – 77     | 449   |                                                            |      |
| Bnrz 728   | 1977 – 80     | 100   | Brant tak                                                  |      |
| Bnrz 729   | 1977          | 2     | Karlsruher Versuchszug                                     |      |
| Bnrz 734   | 1977          | 1     | Karlsruher Versuchszug                                     |      |
| BDnf 735   | 1978 – 81     | 71    | Ombyggda från BDnf 738, manövervagn                        |      |
| BDnf 738   | 1959 – 64     | 229   | Manövervagn med dörr i hytt                                |      |
| BDnrzf 739 | 1969          | 40    | Manövervagn med dörr i hytt. Manöverhytt borttagen senare. |      |
| BDnrzf 740 | 1971 – 77     | 310   | Manövervagn av typen Karlsruhe                             |      |
| BDn 742    | 1961 – 64     | 29    | Ingen manöverhytt, ombyggd från BDnf 738                   |      |